# الشبيبة (جريدة عراقية)
الشبيبة صحيفة يومية شيوعية صدرت من الموصل بالعراق . أُجبرت الصحيفة على الإغلاق في تشرين الأول 1960 كجزء من حملة الحكومة على الصحافة الشيوعية. اعتبارًا من كانون الأول 1960، كانت هناك تقارير تفيد بأن رئيس تحرير صحيفة الشبيبة، المقدم أحمد الحاج أيوب ، كان يواجه المحاكمة بسبب دفاعه (في مقال في الشبيبة) عن الأشخاص الذين أدانتهم محكمة عسكرية في أحداث كركوك.